# Alexandre-Évariste Fragonard

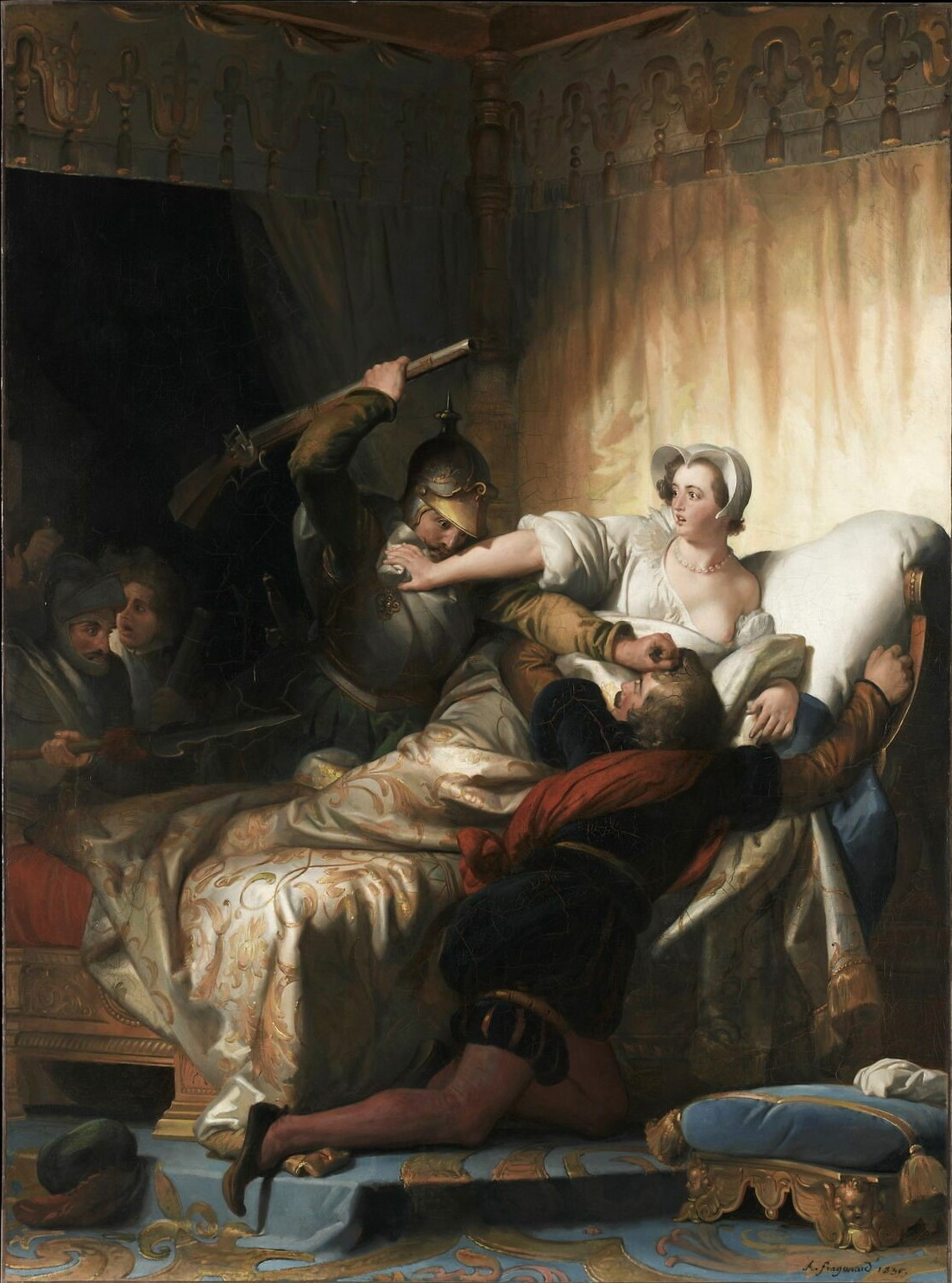
Alexandre-Évariste Fragonard (1836): Scène in de slaapkamer van Marguerite de Valois tijdens de Bartholomeusnacht

Alexandre-Évariste Fragonard (Grasse, 26 oktober 1780 - Parijs 11 november 1850) was een Franse kunstschilder en beeldhouwer. Hij was de zoon van Jean-Honoré Fragonard, van wie hij ook het vak leerde. Zijn werken behoren tot de troubadourstijl, een vorm van historieschilderkunst die begin 19e eeuw in zwang was. Hij ging ook in de leer bij Jacques-Louis David.
- Biblioteca Nacional de España: XX5649014
- Bibliothèque nationale de France: cb12355831p (data)
- Gemeinsame Normdatei: 123585465
- International Standard Name Identifier: 0000 0000 6647 5157
- KulturNav: 16951406-c9ee-4fc0-a00a-8a75abe13219
- Library of Congress Control Number: n88671826
- Nationale Bibliotheek van Israël: 987007368928905171
- RKD-Nederlands Instituut voor Kunstgeschiedenis: 28855
- SNAC: w6d802vb
- Système universitaire de documentation: 032549245
- Union List of Artist Names: 500017406
- Virtual International Authority File: 76392785
- WorldCat: E39PBJghjWb4V68dcVqCcyymVC